# There's a Riot Goin' On
| Críticas profissionais | Críticas profissionais |
| Avaliações da crítica  | Avaliações da crítica  |
| Fonte                  | Avaliação              |
| ---------------------- | ---------------------- |
| AllMusic               | [ 3 ]                  |
| Robert Christgau       | (A+)                   |
| The Guardian           | [ 5 ]                  |
| Los Angeles Times      | (mixed)                |
| PopMatters             | (8/10)                 |
| Rolling Stone          | (favorable) 1971       |
| Rolling Stone          | 2007                   |
| Sputnikmusic           | [ 10 ]                 |
| Stylus Magazine        | (A)                    |
| Uncut                  | [ 12 ]                 |

There's a Riot Goin' On é o quinto álbum de estúdio da banda americana de funk e soul Sly & the Family Stone, lançado em 20 de Novembro de 1971 pela Epic Records. As sessões de gravação foram feitas primeiramente entre 1970 e 1971 em Record Plant Studios na cidade de Sausalito, California. Em contraste ao seu trabalho anterior com soul psicodélico, como visto no álbum Stand! (1969), There's a Riot Goin' On abraça um funk mais obscuro e emotivo, enquanto que também rejeita a fórmula melódica de sucesso da banda que foi apresentada em seus hit singles anteriores. O título original do álbum era Africa Talks to You, mas foi rebatizado como There's a Riot Goin' On em resposta ao memorável álbum de Marvin Gaye What's Going On (1971), lançado cinco meses antes.
There's a Riot Goin' On estreou em número um nas paradas Billboard Pop Albums e Soul Albums, enquanto que o primeiro single, "Family Affair" (1971), chegou ao topo da parada Pop Singles. Em 8 de Novembro de 1972, There's a Riot Goin' On foi certificado como disco de ouro pela RIAA, vendendo mais de meio milhão de cópias no primeiro ano de lançamento. Vários críticos e fãs tiveram sentimentos mistos desde o lançamento de Riot, mas os elogios aumentaram com o passar do tempo, levando o álbum a ser considerado um dos melhores de toda a história. Mais tarde Riot veio a vender mais de 1 milhão de cópias, ganhando uma certificação de disco de platina da RIAA em 7 de Setembro de 2001. Em 2020, o álbum foi eleito o número 82 na lista dos 500 melhores álbuns de todos os tempos da revista Rolling Stone.

## Faixas

### LP Original
Todas as canções compostas, produzidas e arranjadas por Sylvester Stewart para Stone Flower Productions.
Lado um
1. "Luv n' Haight" – 4:01
2. "Just Like a Baby" – 5:12
3. "Poet" – 3:01
4. "Family Affair" – 3:06
5. "Africa Talks to You 'The Asphalt Jungle'" – 8:45
6. "There's a Riot Goin' On" – 0:00

Lado dois
1. "Brave & Strong" – 3:28
2. "(You Caught Me) Smilin'" – 2:53
3. "Time" – 3:03
4. "Spaced Cowboy" – 3:57
5. "Runnin' Away" – 2:51
6. "Thank You for Talkin' to Me Africa" – 7:14

## Histórico nas paradas

### Posições nas paradas
- Álbum

| Parada (1971–1972)             | Melhores posições |
| ------------------------------ | ----------------- |
| U.S. Billboard Pop Albums      | 1                 |
| U.S. Billboard Top Soul Albums | 1                 |

- Singles

| Nome                      | Parada (1971–1972)         | Melhores posições |
| ------------------------- | -------------------------- | ----------------- |
| "Family Affair"           | U.S. Billboard Pop Singles | 1                 |
| "Family Affair"           | U.S. Billboard R&B Singles | 3                 |
| "Family Affair"           | UK Singles Chart           | 14                |
| "Runnin' Away"            | U.S. Billboard Pop Singles | 23                |
| "Runnin' Away"            | U.S. Billboard R&B Singles | 15                |
| "Runnin' Away"            | UK Singles Chart           | 17                |
| "(You Caught Me) Smilin'" | U.S. Billboard Pop Singles | 42                |

### Anteceção e suceção nas paradas
| Precedido por Santana de Santana | Álbum número um na Billboard 200 18–31 de Dezembro de 1971 | Sucedido por Music de Carole King |